# Julo Levin
Julo (Julius) Levin (ur. 5 września 1901 w Szczecinie, zm. 1943 w Auschwitz) – niemiecki malarz, ekspresjonista.
Urodził się w rodzinie żydowskiej jako trzecie dziecko Emmy i Leo Levinów. Od dzieciństwa wykazywał talent plastyczny. Kształcił się artystycznie w Essen, Monachium i w Akademii Sztuki (Kunstakademie) w Düsseldorfie. W swoim życiu artystycznym należał do postępowej grupy Das Junge Rheinland. W 1933, po dojściu nazistów do władzy, został aresztowany. Jego twórczość zaliczono do „sztuki zdegenerowanej” i zakazano mu wystawiać publicznie jego prace. Od 1936 roku pracował jako nauczyciel w żydowskiej szkole w Berlinie. Po zamknięciu szkoły w 1941 roku przez władze, Levin został zmuszony do pracy na kolei. Deportowany do KL Auschwitz 17 maja 1943, wkrótce został zamordowany.
Kamienica, w której mieszkał Julo Levin znajdowała się przy König-Albert-Straße 51 (dziś ul. Śląska 51), ocalała do dziś i jest elementem szlaku miejskiego „Kamienice Szczecina”.